# Kang Szokcsu
Kang Szokcsu (hangul: 강석주, handzsa: 姜錫柱, RR: Kang Sok-ju; Phjongvon (Pyongwon), 1939. augusztus 29. – Phenjan (Pyongyang), 2016. május 20.) észak-koreai politikus, 2007-ben ideiglenes külügyminiszter volt.

## Élete
Szegényparaszti családba született a Dél-Phjongan (Pyongan) tartománybeli Phjongvon (Pyongwon) megyében 1939 augusztus végén, már a koreai kommunista mozgalom kezdetén Kim Ir Szen (Kim Il-sung) harcostársa volt.
1969-ben tagja lett a Koreai Munkapárt külföldi kapcsolatokért felelős nemzetközi csoportjának, később külügyminiszter-helyettesként dolgozott 1984 januárjától 2010 szeptemberéig.
1987 októberében bekerült a Koreai Munkapárt Központi Bizottságába, 2007. január 3-án, Pek Namszun (Paek Nam-sun) halálakor ideiglenesen külügyminiszter lett. 2007. május 18-án Pak Icshun (Pak Ui-chun) váltotta posztján.
2010 szeptemberében az ország miniszterelnök-helyettese lett. Emellett 2014 áprilisától haláláig a nemzetközi csoport titkára és vezetője volt.
Munkájáért Kim Ir Szen (Kim Il-sung)-érdemrendben, és Kim Dzsongil (Kim Jong-il)-érdemrendben részesítették, továbbá megkapta a Munka Hőse, a Nemzeti Lobogó, és más állami elismeréseket is.
2016. május 20-án helyi idő szerint délután 4 óra 10 perckor nyelőcsőrákban szenvedve, akut légzési elégtelenségben hunyt el. Állami temetésben részesült 2016. május 22-én, Kim Dzsongun (Kim Jong-un) személyesen küldött koszorút ravatalára.